# Тик-Губа
Тик-Губа — населённый пункт в Мурманской области. Входит в состав муниципального округа город Апатиты. Расположен в 2 км от города Апатиты на берегу озера Имандра.

## История
Населённый пункт был основан в 1924 году как посёлок спецпереселенцев. Тут же был построен первый на Кольском полуострове аэродром и гидроаэродром в одном объекте. Самолёты садились на озеро Имандра. В 1932 году в посёлке было заложено рыбное хозяйство треста «Апатит» и колхоза «Заполярный труд».
По переписи 1926 года насчитывалось 32 жителя, к 1938 году проживало 667 человек.
В настоящее время в посёлке располагается пляж, турбаза и дачи горожан. В 2007 году был закрыт рыболовецкий порт. С 2010-х годов является поселком без жителей.

## Транспорт
До посёлка из Апатитов ходит автобус № 6.

## Население
Численность населения, проживающего на территории населённого пункта, по данным Всероссийской переписи населения 2010 года составила 2 человека. На 2002 год в посёлке проживало 12 человек.
| 1926 | 1938 | 2002 | 2010 |
| ---- | ---- | ---- | ---- |
| 32   | ↗667 | ↘12  | ↘2   |